# Jean-Christophe Grangé
Jean-Christophe Grangé er en fransk journalist, forfatter og manuskriptforfatter. Han er født 15. juli 1961 (63 år)i Boulogne-Billancourt.
Han er en af de få franske forfattere i thriller-genren, som har formået at slå igennem i USA.

## Udgivelser på dansk
| ISBN 13                | Dansk titel          | Fransk titel          | Genre    | Orig. Udgivelsesår | Dansk Udgivelsesår |
| ---------------------- | -------------------- | --------------------- | -------- | ------------------ | ------------------ |
| ISBN 87-7357-398-1     | De blodrøde floder   | Les rivières pourpres | Thriller | 1998               | 2000               |
| ISBN 978-87-621-0325-2 | Stenkoncilet         | Le Concile de Pierre  | Roman    | 2001               | 2003               |
| ISBN 87-621-0493-4     | Ulvenes rige         | L'empire des loups    | Roman    | 2003               | 2005               |
| ISBN 978-87-638-2672-3 | Den sorte linje      | La Ligne Noire        | Krimi    | 2004               | 2007               |
| ISBN 978-87-638-3237-3 | Dødspagten           | Le serment des limbes | Krimi    | 2007               | 2008               |
| ISBN 978-87-638-1076-0 | Forbarm dig          | Miserere              | Krimi    | 2008               | 2009               |
| ISBN 978-87-638-1632-8 | De døde sjæles skov  | La forêt des mânes    | Krimi    | 2009               | 2011               |
| ISBN 978-87-638-2761-4 | Rejsende uden bagage | Le Passager           | Krimi    | 2011               | 2012               |
| ISBN 978-87-638-2802-4 | Kaiken               | Le Kaiken             | Krimi    | 2012               | 2013               |

## Filmografi
Flere af hans romaner er blevet filmatiseret:
- De blodrøde floder i 2000
- De blodrøde floder 2: Apokalypsens engle i 2004
- Ulvenes rige i 2005
- Stenkoncilet i 2006